# Бакленд, Питер
Питер Ченнинг Бакленд (англ. Peter Chenning Buckland, 12 марта 1941, Гранд-Прери, Канада) — канадский хоккеист (хоккей на траве), полевой игрок. Участник летних Олимпийских игр 1964 года.

## Биография
Питер Бакленд родился 12 марта 1941 года в канадском городе Гранд-Прери.
Окончил университет Британской Колумбии в Ванкувере, играл в хоккей на траве за его команду «Ю-Би-Си Тандербёрдз» и Ванкувер.
В 1964 году вошёл в состав сборной Канады по хоккею на траве на летних Олимпийских играх в Токио, поделившей 13-14-е места. Играл в поле, провёл 7 матчей, мячей не забивал.

## Увековечение
8 июля 2016 года в составе сборной Канады, которая в 1964 году впервые выступала на Олимпийских играх, введён в Зал славы канадского хоккея на траве.